# Свободный (Абинский район)
Свобо́дный — хутор в Абинском районе Краснодарского края России.
Входит в состав Ольгинского сельского поселения.

## География
Хутор находится в южной части Приазово-Кубанской равнины, в южно-предгорной зоне, на левом берегу реки Кубань. На западе примыкает к административному центру поселения хутору Ольгинский.

### Климат
Климат умеренно континентальный, без резких колебаний суточных и месячных температур. Продолжительность периода с температурой выше 0° С достигает 9-10 месяцев, из них половина — 4-5 месяцев — лето. Среднегодовая температура около +11 °С, постепенно нарастая от 15° в мае до 30° в августе. Годовая сумма осадков достигает 800 мм.

## История
Согласно Закону Краснодарского края от 5 мая 2004 года N № 700-КЗ хутор вошёл в образованное муниципальное образование Ольгинское сельское поселение.

## Население
| 2002 | 2010 |
| ---- | ---- |
| 372  | ↗377 |

## Улицы
- ул. Свободы,
- ул. Северная,
- ул. Солнечная,
- ул. Южная[6].